# Vriesea penduliscapa
Vriesea penduliscapa är en gräsväxtart som beskrevs av Werner Rauh. Vriesea penduliscapa ingår i släktet Vriesea och familjen Bromeliaceae. Inga underarter finns listade i Catalogue of Life.